# Bảo tàng Thành phố Hồ Chí Minh
Bảo tàng Thành phố Hồ Chí Minh là một bảo tàng ở Thành phố Hồ Chí Minh, Việt Nam, lạc tại số 65 Lý Tự Trọng, thuộc Quận 1, Thành phố Hồ Chí Minh, trên một khu đất rộng gần 2 ha, giới hạn bởi các con đường Lý Tự Trọng, Pasteur, Lê Thánh Tôn và Nam Kỳ Khởi Nghĩa.

## Lịch sử

### Thời Pháp thuộc
Khởi đầu, tòa nhà Bảo tàng được khởi công xây dựng vào năm 1885 và hoàn thành năm 1890 theo thiết kế của kiến trúc sư người Pháp Alfred Foulhoux với mục đích sử dụng làm Bảo tàng Thương mại để trưng bày sản phẩm Nam Kỳ. Tuy nhiên, ngay sau khi xây xong, tòa nhà lại được Phó Toàn quyền Đông Dương Henri Éloi Danel (1850 - 1898) dùng làm tư dinh. Về sau, tòa nhà được sử dụng hẳn làm dinh Phó Toàn quyền Đông Dương hay còn gọi là dinh Phó soái (trước năm 1911). Sau ông Danel, các vị Phó Toàn quyền người Pháp thay nhau tiếp tục làm chủ Dinh. Từ năm 1892 đến năm 1911, đã có thêm tất cả 14 vị Phó Toàn Quyền khác (trong số 14 vị này có một số vị đảm nhiệm chức vụ này 2 hay 3 lần) cư ngụ trong Dinh.

### Thời chiến tranh thế giới thứ hai

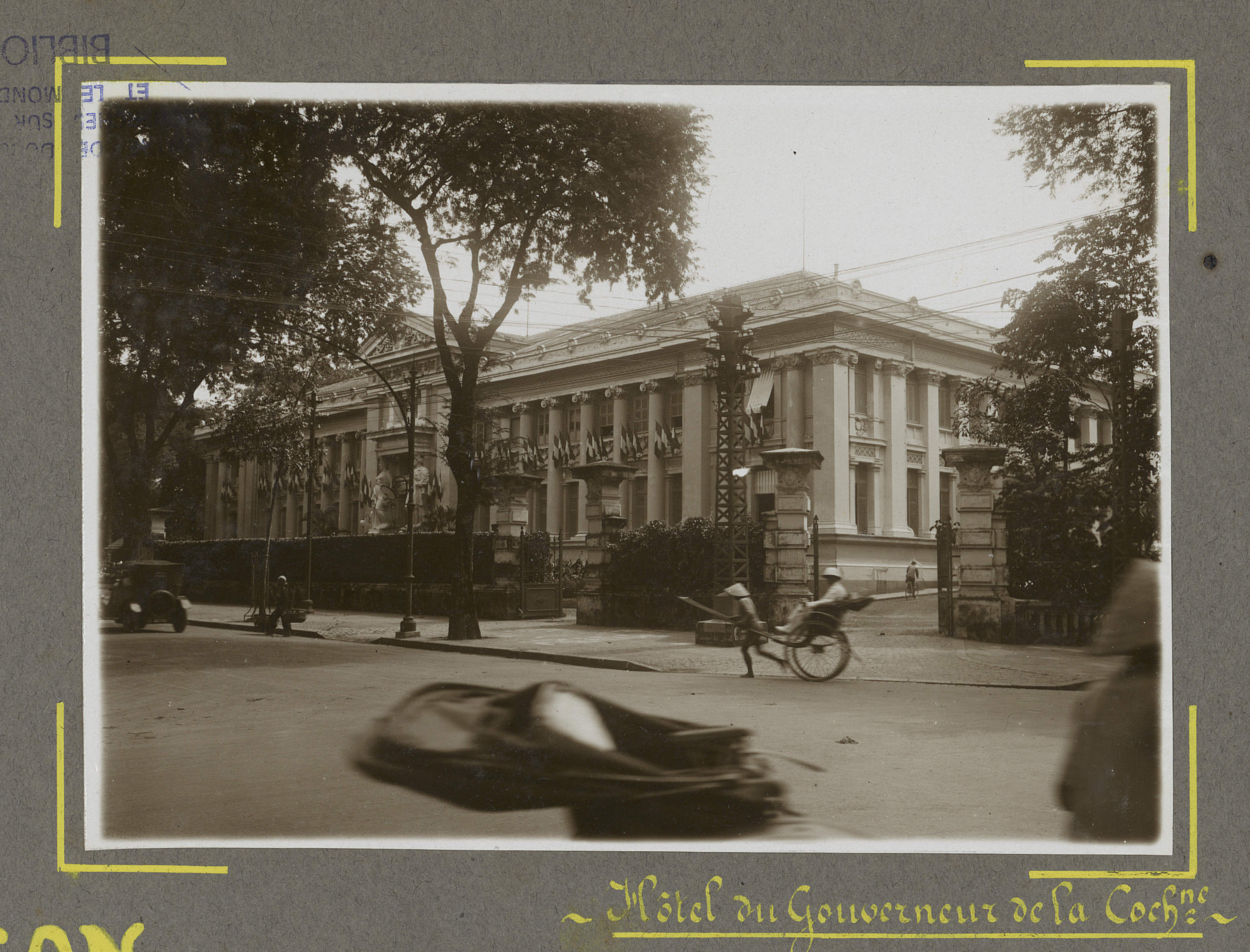
Tòa nhà vào khoảng năm 1930

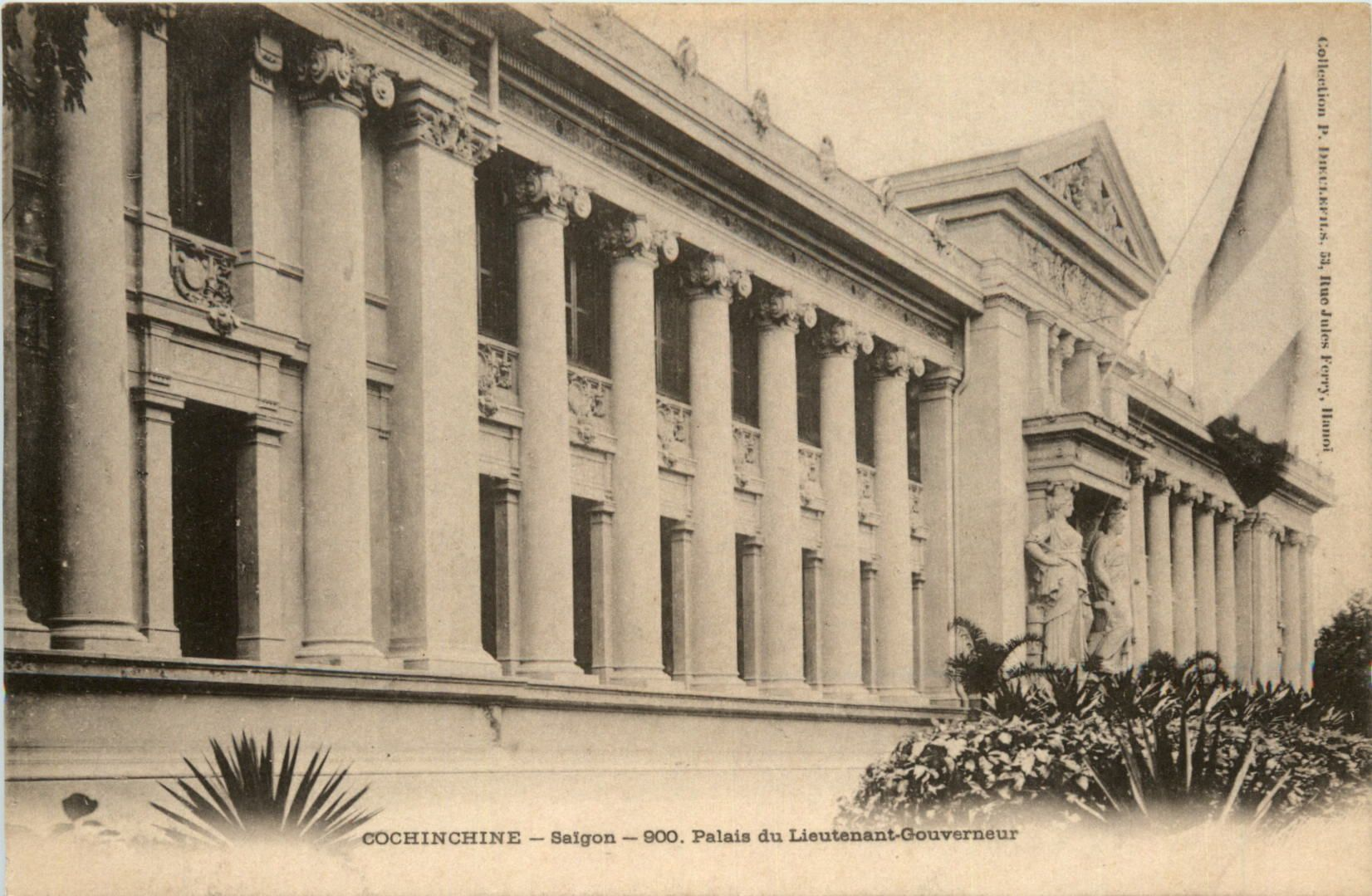
Dinh Phó soái trong những năm đầu thế kỷ 20. Hai cột trụ ở cửa chính được cách điệu với hai tượng nữ thần Thương nghiệp và Công nghiệp, trước khi xây mái che vào năm 1943.

Từ năm 1912, chính phủ Pháp bỏ chức vụ Phó Toàn Quyền Đông Dương và thay bằng chức vụ Thống Đốc Nam Kỳ, do đó dinh được đổi tên thành Dinh Thống đốc Nam Kỳ. Từ 1912 cho đến ngày ngày 9 tháng 3 năm 1945 (khi quân Nhật đảo chánh, lật đổ chính quyền Pháp) đã có thêm tất cả 16 vị Thống Đốc Nam Kỳ sống và làm việc trong Dinh.
Năm 1945, dinh Thống đốc nhiều lần đổi chủ. Sau khi quân Nhật tiến hành đảo chính Pháp tại Đông Dương ngày 9 tháng 3, Thống đốc người Pháp Ernest Thimothée Hoeffel bị bắt; Thống đốc người Nhật là Minoda Yoshio sử dụng tòa nhà làm dinh thự.
Ngày 14 tháng 8, người Nhật giao lại dinh thự cho chính quyền Trần Trọng Kim của Đế quốc Việt Nam để làm dinh Khâm sai Đại thần Nam Bộ Nguyễn Văn Sâm. Dinh được đổi tên thành Dinh Khâm sai Nam Kỳ.
Đến ngày 25 tháng 8, Việt Minh giành được chính quyền, bắt giam Khâm sai Nguyễn Văn Sâm và Đổng lý văn phòng phủ khâm sai Hồ Văn Ngà tại dinh khâm sai. Sau đó, dinh trở thành trụ sở Ủy ban Hành chánh Lâm thời Nam bộ, gọi tắt là Lâm ủy Nam Bộ, rồi của Ủy ban Nhân dân Nam Bộ.
Ngày 10 tháng 9, Trung tá B. W Roe (phái bộ quân sự Anh) chiếm dinh làm trụ sở Phái bộ Đồng minh, buộc Ủy ban Nhân dân Nam Bộ phải dời về dinh Đốc lý.
Đến ngày 5 tháng 10, dinh được tướng Leclerc dùng làm Phủ Cao ủy Cộng hòa Pháp tạm thời. Sau khi Cao ủy Cộng hòa Pháp tại Đông Dương là Đô đốc Georges Thierry d'Argenlieu chọn dinh Norodom làm Phủ Cao ủy, thì dinh lại trở thành nơi làm việc của tướng Leclerc, nhưng lần này với danh nghĩa chính thức là trụ sở của Ủy viên Cộng hòa Pháp tại Nam Việt Nam.

### Nam Kỳ Quốc và Quốc gia Việt Nam
Sau khi tái chiếm Đông Dương, ngày 23 tháng 5 năm 1947, chính quyền Pháp đã bàn giao dinh cho Thủ tướng Lê Văn Hoạch để làm trụ sở chính phủ Nam kỳ quốc. Ngày 2 tháng 6 năm 1948, chính phủ lâm thời Quốc gia Việt Nam được thành lập và dinh sau đó chuyển thành dinh Tổng trấn (sau đổi thành Thủ hiến) Nam phần dưới quyền sử dụng của Thủ hiến Trần Văn Hữu.
Tại đây, ngày 9 tháng 1 năm 1950, đã nổ ra một cuộc biểu tình lớn của hơn 6000 học sinh-sinh viên và giáo viên các trường, yêu cầu thả ngay những học sinh, sinh viên bị bắt vô cớ trước đó. Lúc 13 giờ chiều ngày hôm đó, chính quyền của thủ hiến Trần Văn Hữu đã huy động một lực lượng lớn cảnh sát để đàn áp, bắt giữ 150 người, đánh 30 người trọng thương tại chỗ, học sinh trường Petrus Ký là Trần Văn Ơn đã bị trúng đạn tử thương. Sự kiện này đã dẫn đến đám tang Trần Văn Ơn ngày 12 tháng 1 năm 1950, có đến 25.000 tham gia.

### Dinh Gia Long thời Việt Nam Cộng hòa
Sau Hiệp định Genève, tổng thống Ngô Đình Diệm về Sài Gòn nhận chức thủ tướng. Vì dinh Norodom còn do Cao ủy Pháp là tướng Paul Ely đang sử dụng, nên dinh trở thành dinh Thủ tướng tạm thời từ ngày 26 tháng 6 đến ngày 7 tháng 9 năm 1954. Dinh được Quốc trưởng Bảo Đại đặt cho tên mới là Dinh Gia Long. Con đường La Grandìere trước mặt cũng được đổi tên thành đường Gia Long.
Sau cuộc trưng cầu dân ý phế truất Bảo Đại năm 1955, tổng thống Ngô Đình Diệm dùng tòa nhà này làm dinh Quốc khách. Ngày 27 tháng 2 năm 1962, dinh Độc Lập bị ném bom, gia đình tổng thống Ngô Đình Diệm dời phủ tổng thống sang đây và ở đây cho đến ngày bị đảo chính lật đổ vào tháng 11 năm 1963.
Trong thời gian 1964–1965, dinh được dùng làm dinh Quốc phó. Ngày 31 tháng 10 năm 1966, khi dinh Độc Lập mới được  xây lại xong, tòa nhà này được dùng làm trụ sở của Tối cao Pháp viện Việt Nam Cộng hòa cho đến ngày 30 tháng 4 năm 1975.

### Sau năm 1975
Sau 1975, tòa nhà tạm thời không dùng cho mục đích cụ thể nào. Ngày 12 tháng 8 năm 1978, Ủy ban Nhân dân Thành phố Hồ Chí Minh đã quyết định sử dụng tòa nhà này làm Bảo tàng Cách mạng Thành phố Hồ Chí Minh, đến ngày 13 tháng 12 năm 1999 thì đổi tên thành Bảo tàng Thành phố Hồ Chí Minh như hiện nay.

## Kiến trúc

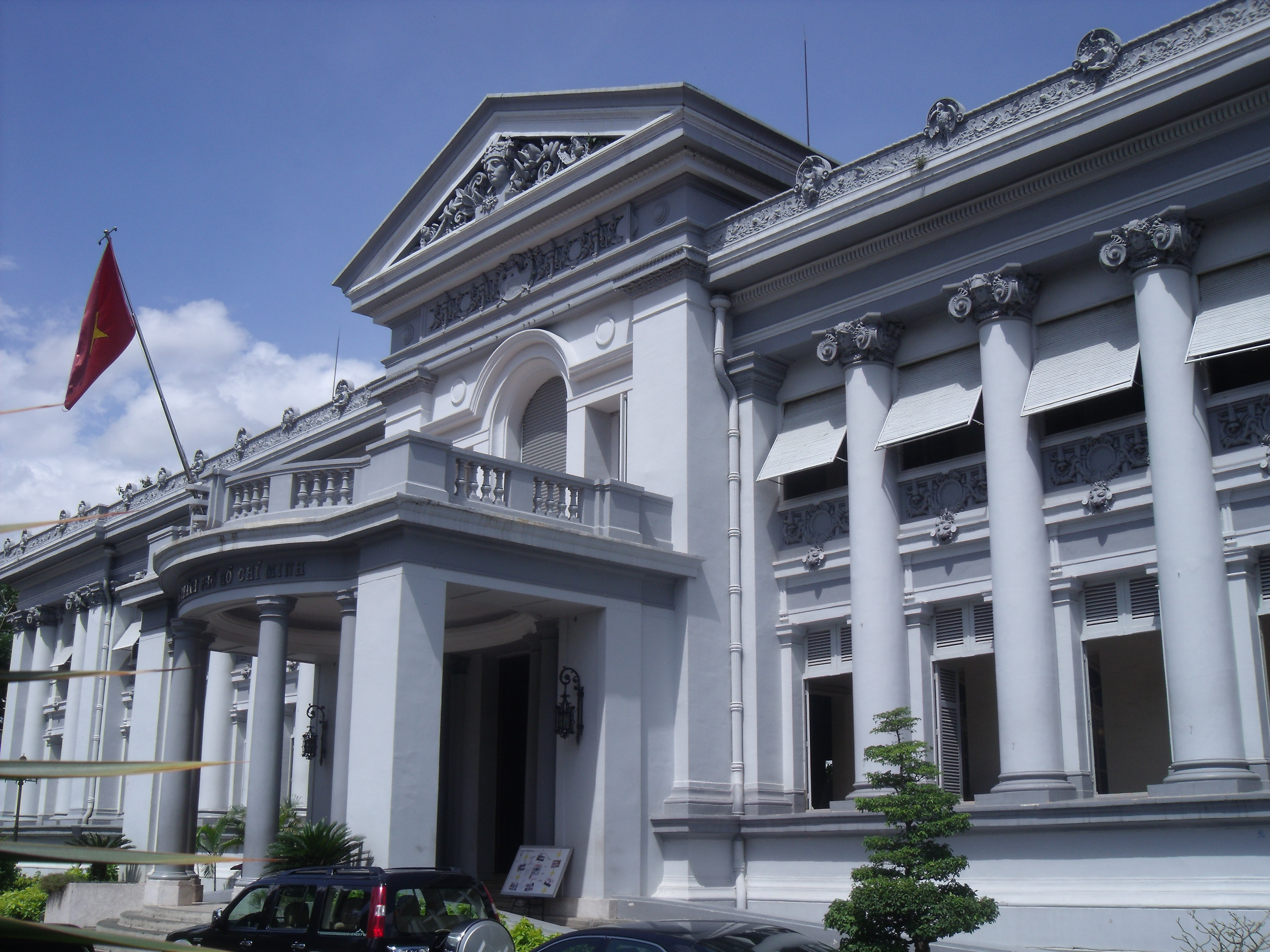
Mặt tiền Bảo tàng Thành phố Hồ Chí Minh

Tổng diện tích của kiến trúc bao gồm một tòa nhà rộng hơn 1.700 m² gồm hai tầng của tòa nhà chính và tòa nhà ngang thiết kế theo phong cách cổ điển - phục hưng, kết hợp Âu - Á: mặt tiền của tầng lầu mang đường nét Tây phương, nhưng phần mái lại mang dáng dấp Á Đông. Bao quang khu nhà là một khuôn viên vườn hoa có hình dạng như một hình thang bao quanh bởi bốn con đường đã kể trên.
Do mục đích ban đầu của tòa nhà là Bảo tàng Thương mại trưng bày những sản vật trong nước, vì thế ở hai bên cửa chính có 2 cột trụ trang trí bằng hai tượng nữ thần Thương nghiệp và Công nghiệp. Ngay phần chóp trên mái tam giác ở mặt phía trước được trang trí bằng một tượng đầu người nghiêm trang. Hai bên trang trí bằng các họa tiết đắp nổi như cành dương liễu, tràng hoa lá bao xung quanh, rắn khoanh tròn, hình tượng con gà tượng trưng cho ban ngày và chim cú tượng trưng cho ban đêm ở hai góc, một vòng hào quang phía sau đầu tượng.
Nhiều họa tiết khác đắp nổi trên mái là sự kết hợp giữa các biểu tượng thần thoại Hi Lạp và hình tượng cây cỏ và thú vật vùng nhiệt đới như họa tiết thằn lằn và chim cao cẳng chuyển động bằng cách uống cong hoặc xòe cánh.
Năm 1943, Thống đốc Nam Kỳ Ernest Thimothée Hoeffel lại cho phá bỏ hai tượng nữ thần tại cửa chính của dinh để xây dựng một mái hiên.
Ngày 27 tháng 2 năm 1962, Dinh Độc Lập bị lực lượng đảo chính ném bom, Tổng thống Ngô Đình Diệm dời về dinh Gia Long và cho xây dựng hầm bí mật trong dinh.
Theo hồ sơ lưu trữ, hầm được xây dựng từ tháng 5 tháng 1962 đến tháng 10 năm 1963 thì xong, với tổng kinh phí 12.514.114 đồng lúc bấy giờ, và theo bản thiết kế của kiến trúc sư Ngô Viết Thụ.

## Trưng bày
Nội dung trưng bày gồm 9 phần cố định.

### Phòng Thiên nhiên và Khảo cổ
Giới thiệu vị trí địa lý, địa chất, khoáng sản, địa hình, khí hậu, động, thực vật, hệ thống sông ngòi, đời sống của cư dân cổ cách đây 3000 – 2000 năm với những công cụ lao động: rìu đá, cuốc đá, trang sức, đồ minh khí, hình thức mai táng tìm được ở các di tích khảo cổ Bến Đò, di tích Gò Sao, Rỏng Bàng, Gò Cát, Giồng Cá Vồ, Giồng Phệt, Giồng Am, các di tích trong nội thành của Thành phố Hồ Chí Minh.

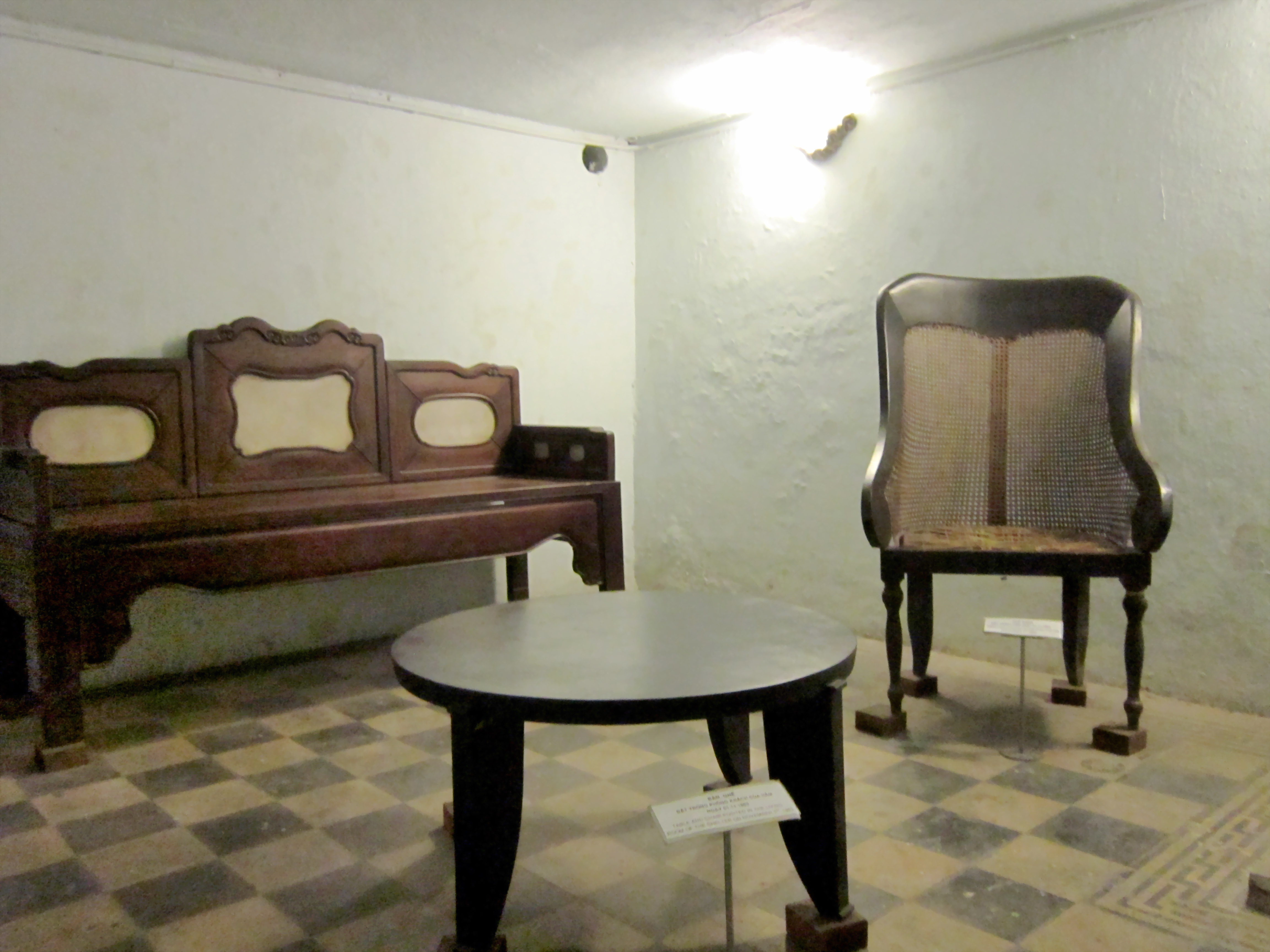
Một bộ bàn ghế trong phòng khách của tầng hầm bí mật

### Phòng Địa lý và Hành chínhSài Gòn-Thành phố Hồ Chí Minh
Với sưu tập bản đồ, biểu đồ, hình ảnh, hiện vật phòng trưng bày khái quát quá trình hình thành và phát triển của Sài Gòn – Thành phố Hồ Chí Minh về mặt địa lý, hành chính. Từ một đô thị được quy hoạch cho 50.000 dân đến hiện nay thành phố có trên 6 triệu dân. Các bản đồ cổ lập nên từ các thế kỷ trước, cho thấy mạng sông rạch là yếu tố cơ bản của cấu trúc thành phố. Hiện nay, hệ thống sông rạch ấy được thay thế bằng những đại lộ (đường Hàm Nghi, đường Nguyễn Huệ...).

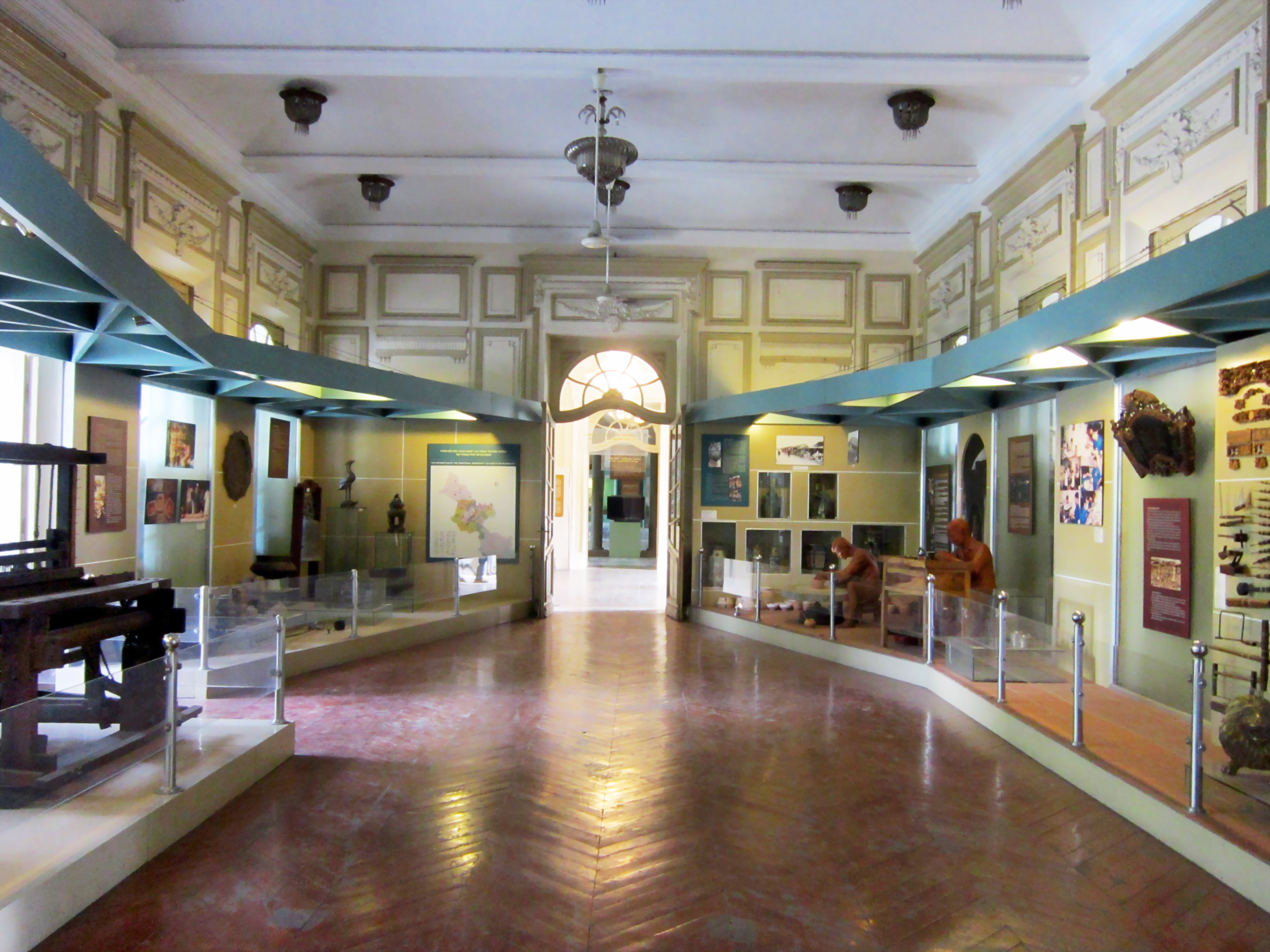
Phòng trưng bày Công nghiệp và Tiểu thủ Công nghiệp Sài Gòn - Thành phố Hồ Chí Minh

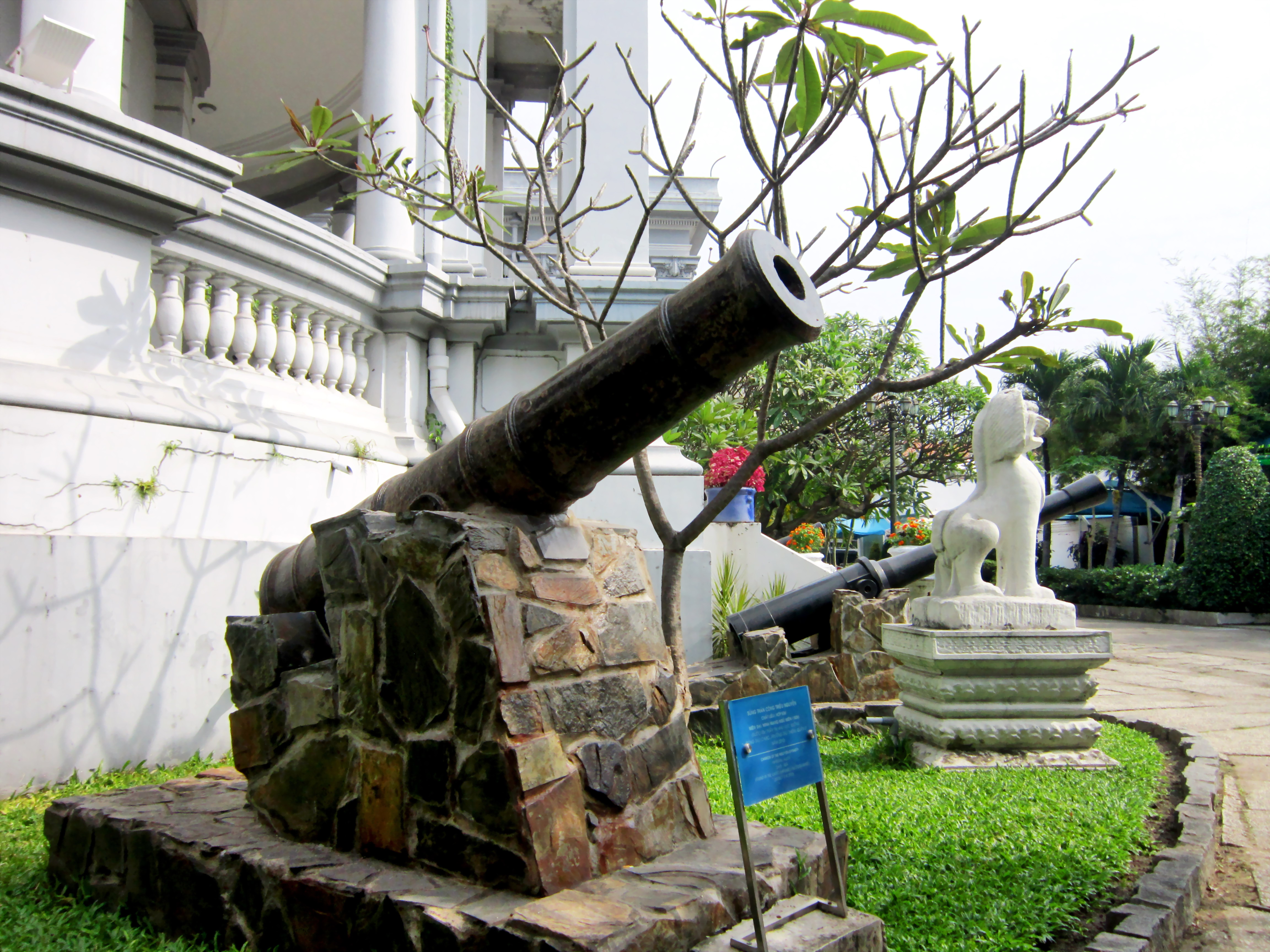
Súng thần công thời Nguyễn trưng bày tại Bảo tàng Thành phố Hồ Chí Minh

### Phòng Thương cảng, Thương mại và Dịch vụ
Với hơn 527 hiện vật, 36 ảnh và 10 bản đồ, phòng trưng bày giới thiệu khái quát về vai trò trung tâm kinh tế của Sài Gòn đối với khu vực phía Nam nói riêng và cả nước nói chung qua các vấn đề: Hệ thống cảng Sài Gòn, chợ Bến Thành và những chợ xưa, cửa hàng chạp phô của người Hoa xưa, các hiện vật đo lường xưa nay, hệ thống giao thông: với các bến xe, ga tàu hỏa, sân bay...

### Phòng Công nghiệp và Tiểu thủ Công nghiệp
Giới thiệu một số nghề thủ công truyền thống và đôi nét về công nghiệp tại Sài Gòn - Thành phố Hồ Chí Minh cuối thế kỷ 19 đến đầu thế kỷ 20. Với gần 300 hiện vật, hình ảnh trưng bày về các nghề gốm, nghề đúc đồng, nghề kim hoàn, nghề dệt, nghề chạm khắc gỗ... Một số cơ sở công nghiệp đầu tiên của thành phố những năm cuối thế kỷ 19 đầu thế kỷ 20, các khu công nghiệp tập trung giai đoạn 1954 - 1975, các khu công nghệ cao hiện nay....

### Phòng Văn hóa Sài Gòn - Thành phố Hồ Chí Minh
Giới thiệu phong tục, tín ngưỡng, nghệ thuật và giáo dục của Sài Gòn – Thành phố Hồ Chí Minh. Phòng trưng bày mô tả đám cưới truyền thống của bốn nhóm dân tộc Việt, Chăm, Hoa và Khmer, tục ăn trầu, tín ngưỡng thờ Mẫu, thờ Thành hoàng, thờ Thổ Địa - thần Tài, sưu tập nhạc cụ, trang phục, đạo cụ và hình ảnh của một số vở cải lương nổi tiếng của sân khấu cải lương, nghệ thuật sân khấu truyền thống của dân tộc Khmer, đặc biệt phòng trưng bày còn giới thiệu các tư liệu về nền giáo dục ở Sài Gòn – nơi truyền bá chữ quốc ngữ và báo chí được xuất bản đầu tiên tại Việt Nam.

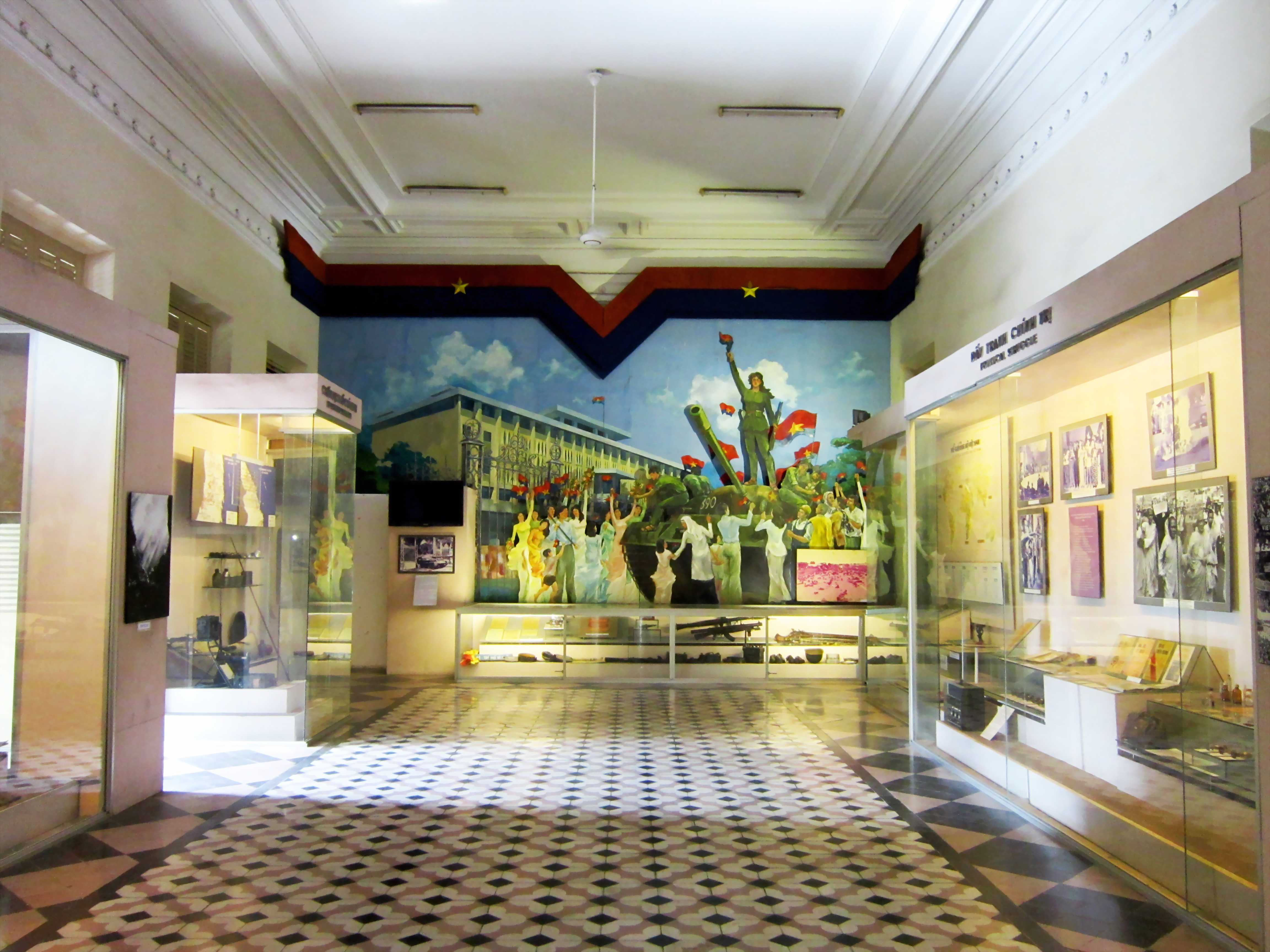
Phòng trưng bày Lịch sử đấu tranh cách mạng

### Phòng Đấu tranh cách mạng 1930 - 1954
Nêu bậc các phong trào đấu tranh chính trị từ khi có Đảng Cộng sản Việt Nam, với nhiều tấm gương hy sinh. Ngoài ra, phòng còn trưng bày tái hiện phần nào quang cảnh ngày độc lập tại quảng trường Norodom – Sài Gòn ngày 2 tháng 9 năm 1945 và cuộc kháng chiến 9 năm.

### Phòng Đấu tranh cách mạng 1954 - 1975
Trưng bày các vấn đề: Hội nghị Genève về việc chấm dứt chiến tranh ở Đông Dương ngày 21 tháng 7 năm 1954, Phong trào Đồng khởi năm 1960, Địa đạo Củ Chi, sự ra đời của Mặt trận Dân tộc giải phóng miền Nam Việt Nam ngày 20 tháng 12 năm 1960, Sự kiện Tết Mậu Thân (1968), Chính phủ Cách mạng Lâm thời Cộng hòa miền Nam Việt Nam thành lập ngày 6 tháng 6 năm 1969, Hội nghị Paris ngày 27 tháng 1 năm 1973, Chiến dịch Hồ Chí Minh (1975), Phong trào đấu tranh của các nước trên thế ủng hộ nhân dân Việt Nam.

### Phòng Kỷ vật kháng chiến
Trưng bày những hiện vật, di vật đồng hành với cuộc sống và chiến đấu của các cán bộ, chiến sĩ và liệt sĩ trong 30 năm kháng chiến, bao gồm các nhóm hiện vật: Di vật của liệt sĩ trinh sát Trung đoàn Gia Định, hiện vật của Văn công tiền tuyến, trang bị cá nhân của các chiến sĩ Trường Sơn, máy ảnh, máy quay phim của phóng viên chiến trường, kỷ vật trong tù của các chiến sĩ cách mạng, mô hình bếp Hoàng Cầm, ký họa kháng chiến...

### Phòng Tiền Việt Nam
Giới thiệu 1.086 hiện vật bao gồm sưu tập tiền kim loại, tiền giấy, tiền thưởng qua các thời kỳ lịch sử ở Việt Nam. Ngoài ra, ở đây còn có hình ảnh các công đoạn đúc tiền thời phong kiến, một số văn tự liên quan đến tiền...
Ngoài 9 phần trưng bày cố định vừa kể sơ lược ở trên, ở Bảo tàng Thành phố Hồ Chí Minh còn có các phòng trưng bày chuyên đề, và ở bên ngoài tòa nhà còn khu trưng bày một số loại máy bay, xe và vũ khí, v.v...